# The Gentleman’s Magazine
The Gentleman’s Magazine (с англ. — «Журнал джентльмена») — ежемесячный журнал, созданный Эдуардом Кейвом в Лондоне в январе 1731 года. Первоначально носил название The Gentleman’s Magazine: or, Trader’s monthly intelligencer. Кейв планировал выпустить издание, содержащее новости и комментарии на любую тему — от цен на товары до латинской поэзии, — интересующую образованных читателей. Кейв, который взял псевдоним Сильванус Урбан (англ. Sylvanus Urban), стал главным редактором. Он впервые начал использовать английское слово magazine («склад») в значении «журнал» (ранее использовалось journal). До появления The Gentleman’s Magazine существовали специализированные журналы, но ни одно не охватывало настолько обширную тематику. Издание, возглавляемое различными редакторами, пользовалось популярностью в XVIII веке до середины XIX века, было закрыто в 1907 году.